# Дворцовый переворот 1725 года
Дворцовый переворот 1725 года (возведение на престол Екатерины I) — бескровный дворцовый переворот, в результате которого при отсутствии чётко выраженного завещания Петра Первого была возведена на престол его вторая супруга Екатерина I.

## Предыстория, предпосылки
Историк В. О. Ключевский назвал период в истории Российской империи с 1725 по 1762 годы  «эпохой дворцовых переворотов» в связи с регулярным насильственным вмешательством в процесс передачи власти (путём применения силы или психологического воздействия, угрозы, шантажа). Возведение на престол Екатерины І партией Меншикова при участии гвардейских полков стало первым случаем дворцового переворота в истории России XVIII столетия. Предпосылкой для начала эпохи дворцовых переворотов и для провозглашения Екатерины императрицей в частности стало то, что в 1722 году Пётр I изменил действовавший веками порядок престолонаследия по завещанию или путём соборного назначения, легализовав личную волю императора, который сам назначал будущего наследника российского престола. Тем не менее Пётр не успел назначить преемника (так или иначе, существование его полноценного завещания до сих не подтверждено объективными историческими фактами). 
В связи с этим после смерти императора между собой столкнулись две противоборствующие политические силы: родовая знать (к которым относились старинные дворянские (боярские) роды Голициных и Долгоруких), продвигавшие на престол внука Петра Великого от его старшего сына Алексея Петра Алексеевича, и молодых чиновников, которые делали ставку на супругу почившего государя Екатерину Алексеевну. Впоследствии именно вторую поддержали дворянские гвардейские полки, благодаря которым партии Меншикова в итоге удалось одержать победу.

## Возможные претенденты на престол
Сразу же после смерти Петра I в стране начался династический кризис, и самые влиятельные российские вельможи — Меншиков и Андрей Иванович Остерман, фактический руководитель внешней политики Российской империи, намеревались возвести на престол Екатерину Алексеевну, в то время как вторая партия, «голштинцы», возглавляемые Карлом Фридрихом Голштейн-Готторпским, герцогом Голштинским и супругом Анны Петровны, хотели видеть на престоле Петра Алексеевича, внука Петра І. Известно, что во время торжества 23 декабря 1721 года Екатерина была признана императрицей России Сенатом и Синодом, а Пётр собственноручно возложил на её голову корону, которая, по отзывам современников, выглядела роскошнее, чем корона царя. По распространённой версии, Пётр собирался сделать Екатерину своей официальной преемницей, но вскоре выяснилось, что Екатерина вступила в любовную связь с Виллемом Монсом, которого Пётр впоследствии приказал казнить, а его отношения с супругой ухудшились. Считается, что измена любимой жены серьёзно подорвала здоровье государя.
На престол в 1725 году мог претендовать малолетний внук императора, Пётр Алексеевич (будущий Пётр II), который являлся кровным наследником (сыном царевича Алексея), что подкрепляло его позиции, потому что Екатерина Алексеевна не происходила из рода Романовых. Также в числе престолонаследниц входила дочь Елизавета и племянницы Петра, дочери его брата Ивана V.

## Переворот, восшествие Екатерины
25—26 января 1725 года по решению Меншикова было созвано особое совещание, в котором принимали участие сенаторы, члены Синода и представители военной элиты (чиновники, принадлежащие к четырём первым классам табели о рангах), которые пытались решить спор о престолонаследии. Представители старинных дворянских фамилий, такие, как князья Голицыны, Репнины, Долгоруковы, выступали за внука Петра I Петра Алексеевича как прямого наследника мужского пола, в то время как военачальник времён Северной войны Пётр Матвеевич Апраксин, Александр Данилович Меншиков и дипломат Пётр Андреевич Толстой выступали за провозглашение императрицей Екатерины Алексеевны. 
В разгар совещания в зал ворвались гвардейцы, которые в ультимативной форме потребовали возведения на престол Екатерины. Перед дворцом на площади два гвардейских полка выстроились под ружьё, демонстрируя угрозу применения силы в случае, если Екатерине Алексеевне будет отказано в праве вступить на престол. Поддержка будущей императрице была выражена громким барабанным боем. Таким образом, представители Преображенского и Семёновского полков в первый раз решили судьбу престолонаследия. В итоге спор прекратился, и Екатерина была признана императрицей, а Пётр Алексеевич стал официальным наследником, что могло быть расценено противоборствующими сторонами как компромиссное решение.
В манифесте от 28 января 1725 года было сказано:

Ведомо да будет всем, что по воле Всемогущего Господа Бога, Всепресветлейший, Державнейший Петр Великий, Император и Самодержец Всероссийский, Отец отечества, Государь Всемилостевейший, чрез двенадцатидневную жестокую болезнь от всего временного жития в вечное блаженство отыде; а о наследствии Престола Российского не токмо единым Его Императорского Величества, блаженной и вечно достойной памяти, манифестом, февраля 5 дня прошлого 1722 года в народ объявлено, но и присягой подтвердили все чины Государства Российского, дабы быть наследником тому, кто по воле императорской будет избран. А понеже в 1724 году удостоил короной и помазанием любезнейшую свою супругу, Великую Государыню нашу, Императрицу Екатерину Алексеевну, за Её к Российскому государству мужественные труды, как о том довольно объявлено в народе печатным указом прошлого 1723 года ноября 15 числа: того дня Святейший Синод и Генералитет согласно приказали: во всенародное известие объявить печатными листами, дабы все как духовного, так воинского и гражданского всякого чина и достоинства люди о том ведали и ей Всепресветлейшей Державнейшей Великой Государыне Императрице Екатерине Алексеевне, Самодержице Всероссийской верно служили.